# Midgardia
Midgardia is een geslacht van zeesterren uit de familie Brisingidae. De wetenschappelijke naam werd in 1972 voorgesteld door Maureen Downey voor een monotypisch geslacht. De auteur vernoemde het geslacht naar "Midgard", de slang uit de Noordse mythologie die in zee ligt en "Midgaard", waar de mensen wonen, omringt. Midgardia xandaros, de enige soort die in de protoloog in het geslacht werd geplaatst, is automatisch de typesoort.

## Soorten
- Midgardia xandaros Downey, 1972